# Зуши
Зуши (јап. 逗子市) град је у Јапану у префектури Канагава. Према попису становништва из 2012. у граду је живело 58.087 становника.

## Становништво
Према подацима са пописа, у граду је 2012. године живело 58.087 становника.